# IPPEI
IPPEI（いっぺい、1972年12月10日 - ） は、熊本県出身の作曲家、編曲家、作詞家、ボーカリストである。

## 概略
- 1997年ヴィジュアル系ロックユニットFEELのボーカルとしてデビュー。全楽曲の作詞作曲を手がける。
- 2000年7枚のシングル、2枚のアルバムをリリース後、FEEL解散。
- 2000年クリエイターに転身。1.DT名義でリミックス、都内近郊のクラブでシンセサイザーでのライブも多数行う。
- 2000年バンドBee;Ms結成。ボーカルを担当。
- IPPEI名義では、作詞、作曲、編曲など多岐に渡って活動。
- バンドBee;Msを2010年解散。
- 2011年よりクラブでのライブ活動を再開。
- 2013年よりTAIZOらと共にFEMTを結成。
- 彩冷えるのボーカル向日葵の別ユニット「軍団168」に加入。

## 主な提供作品

### 作曲・編曲
- 奥井雅美
  - ワガママナチョウ　※共作
  - wild cat
- イザベルとベネ
  - 空人　～世界の果てまで羽ばたこう～
  - PAPA MY LOVE
- 鈴木裕斗
  - La・La・La
- 小林ゆう
  - FREE?
- きただにひろし
  - Endless Dream
- 塚本姉妹
  - 二人は忘れちゃう
- Nanaco
  - BURNNING　ミニアルバム全楽曲

### 作曲
- 小林ゆう
  - FIGHT OR FLIGHT
  - ゼロリアン
- Lia
  - Over the Future
- Λucifer
  - Midnight crow
  - 抱きしめる他に何が出来るんだろう？

### 編曲
- 葵
  - MI DA RA
  - 願い
  - youth
  - Surrender Love
  - symmetry ※共作
  - Can You Feel the Love Tonight ※カバー曲
- ユハラユキ
  - このままそのまま
  - イッスンサキヤミ
  - crazy beat
  - 喝！！
- KΛNΛ
  - Is This Love?
- Chocolove from AKB48
  - メールの涙
  - Waves
- Lia song for RF online
  - HAIL THE NATION　※1.DT名義
- ダウンタウンのガキの使いやあらへんで
  - 山崎プロデュース音楽協力 ※編曲
- 奥井雅美
  - STAR GATE　※Nils名義

### 作詞
- 生沢佑一
  - WARRIORS　※共作

### リミックス
- HIGH and MIGHTY COLOR
  - 一輪の花　~huge hollow mix~　※1.DT名義
  - 背徳の情熱　~urgent immoral passion Mix　※1.DT名義
- 奥井雅美
  - WILD SPICE RANCE MIX　※1.DT名義
- Yauco
  - 再見 lounge's sofa MIX　※1.DT名義
- 浜崎あゆみ
  - HANABI　electrical bossa mix 　※1.DT名義
- CLASSICAL TRANCE NIGHT
  - ※アルバム3枚リリース中13曲をリミックス及びサウンドプロデュース 　※1.DT名義

## FEEL
1995年にIPPEI(Vo.)、KO-JI(Gt.)、KEN(Ba.)、RYOHEI(Dr.)の4人で結成。後にTAIZO(Gt.)が加入するが、
デビュー前にKO-JI、KEN、RYOHEIが脱退。(ROUHEIは脱退後「CLOSE」や「Bee;Ms」に加入。)解散後、TAIZOはソロで活動し、L'Arc〜en〜Cielのベーシストtetsuyaのソロプロジェクトや、CASCADEのTAMAMIZU率いる「FU JI KO」、北出菜奈率いる「Loveless」などにも参加している。
SOFT BALLETの森岡賢がプロデューサーとして、BOØWYの高橋まことがサポートドラムとして参加。

### シングル
| 発売日         | タイトル          | カップリング | タイアップ                                                     |
| -------------- | ----------------- | ------------ | -------------------------------------------------------------- |
| 1997年11月19日 | GLOWING           | NO BRAIN     | 「対決！マイベスト10」オープニングテーマ                       |
| 1998年3月18日  | FOUR SEASONS      | かなり       | 「銀座ジュエリーマキ エステートツインジュエリー」CM            |
| 1998年5月20日  | I believe in love | 雨音         |                                                                |
| 1998年11月18日 | Love illusion     | Message!?    | 「Shimura X 天国」エンディングテーマ                           |
| 1999年2月24日  | VOICE             | GET LOST     | 「パパアミーゴ」オープニングテーマ、「マンパワー・ジャパン」CM |
| 1999年5月26日  | EVERLASTING       | 残像に接吻を | 「快感・フレーズ」エンディングテーマ                           |
| 1999年9月8日   | 蜃気楼            | GREED        | 「快感・フレーズ」エンディングテーマ                           |

### アルバム
| 発売日        | タイトル    |
| ------------- | ----------- |
| 1998年6月24日 | RISE        |
| 1999年9月29日 | FACE 2 FACE |